# Godella (kommun)
Godella är en kommun i Spanien.   Den ligger i provinsen Província de València och regionen Valencia, i den östra delen av landet, 300 km öster om huvudstaden Madrid. Antalet invånare är 13 217. Arean är 8,3 kvadratkilometer. Godella gränsar till Bétera, Burjassot, Paterna, Rocafort och Valencia. 
Terrängen i Godella är platt.